# Serie B 2014 (pallapugno)
La Serie B 2014 è stata la serie cadetta del campionato italiano di pallapugno maschile.

## Squadre partecipanti
Nella stagione 2014 al campionato sono state iscritte 14 squadre.
| Club                                                         | Capitano          | Città                       |
| ------------------------------------------------------------ | ----------------- | --------------------------- |
| Poggio Sciacquatrici Santero Vini Audi Zentrum Augusto Manzo | Fabio Gatti       | Santo Stefano Belbo (CN)    |
| Glass Check Bormidese                                        | Ivan Orizio       | Bormida (SV)                |
| Gm Engineering Bubbio                                        | Massimo Marcarino | Bubbio (AT)                 |
| Torronalba Canalese                                          | Davide Dutto      | Canale (CN)                 |
| Bcc Caraglio Caragliese                                      | Enrico Panero     | Caraglio (CN)               |
| Araldica Castagnolese                                        | Nicholas Burdizzo | Castagnole delle Lanze (AT) |
| Nocciole Marchisio Cortemilia                                | Enrico Parussa    | Cortemilia (CN)             |
| Imperiese                                                    | Giovanni Ranoisio | Dolcedo (IM)                |
| Morando Adriano Neivese                                      | Simone Adriano    | Neive (CN)                  |
| Peveragno                                                    | Claudio Gerini    | Peveragno (CN)              |
| Banca d'Alba Olio Desiderio Abrigo Ricca                     | Riccardo Rosso    | Ricca di Diano d'Alba (CN)  |
| San Biagio                                                   | Andrea Pettavino  | San Biagio (Mondovì) (CN)   |
| Cuneo Sider S.P.E.B.                                         | Paolo Panero      | San Rocco di Bernezzo (CN)  |
| Valle Arroscia                                               | Mattia Semeria    | Pieve di Teco (IM)          |

## Classifica
|    | Club           | P  |
| -- | -------------- | -- |
| 1  | Bubbio         | 24 |
| 2  | Canalese       | 22 |
| 3  | San Biagio     | 18 |
| 4  | Neivese        | 16 |
| 5  | Cortemilia     | 16 |
| 6  | Castagnolese   | 15 |
| 7  | Peveragno      | 13 |
| 8  | Caragliese     | 11 |
| 9  | Bormidese      | 11 |
| 10 | S.P.E.B.       | 10 |
| 11 | Valle Arroscia | 9  |
| 12 | Augusto Manzo  | 9  |
| 13 | Imperiese      | 4  |
| 14 | Ricca          | 3  |

## Fase Finale

### Spareggi Play-off
| San Biagio   | S.P.E.B.   | 11-5  |
| Cortemilia   | Caragliese | 11-10 |
| Neivese      | Bormidese  | 11-3  |
| Castagnolese | Peveragno  | 11-2  |

| San Biagio | Castagnolese | 5-11 |
| Neivese    | Cortemilia   | 3-11 |

### Finali Scudetto
| Squadra 1 | Squadra 2    | Andata | Ritorno | Spareggio |
| --------- | ------------ | ------ | ------- | --------- |
| Bubbio    | Cortemilia   | 11-5   | 7-11    | 10-11     |
| Canalese  | Castagnolese | 11-4   | 11-5    |           |

| Squadra 1 | Squadra 2  | Andata | Ritorno |
| --------- | ---------- | ------ | ------- |
| Canalese  | Cortemilia | 11-2   | 11-10   |

## Squadra Campione
Torronalba Canalese
- Battitore: Davide Dutto
- Spalla: Davide Arnaudo
- Terzini: Stefano Nimot, Edoardo Gili